# Бруардель, Поль
Поль Ками́ль Ипполи́т Бруарде́ль (фр. Paul Camille Hippolyte Brouardel; 13 февраля 1837 года, Сен-Кантен — 23 июля 1906 года, Париж) — французский медик; член Медицинской академии.

## Биография
Образование получил в Париже и занимал кафедру судебной медицины в Парижском медицинском факультете с 1879 г.
С 1878 г. начал редактировать «Летопись общественной гигиены и судебной медицины» («Annales d’hygiène publique et de médecine légale») и вскоре после этого был избран членом Медицинской академии в Париже, президентом Общества судебной медицины и директором лаборатории парижского морга. С 1887 г. заместил в медицинском факультете кафедру Беклара. Вместе с Ру, заведующим лабораторией Пастера, изучал в Испании лечение холеры по системе доктора Феррана, о чём им опубликован отчет (1885).
Умер от туберкулёза.

## Издания
- «Tuberculisation des organes génitaux de la femme» (1865);
- «Étude critique des diverses medications employées contre le diabète sucré» (1869);
- «Des conditions de la contagion et de la propagation de la variole» (1870);
- «Analyse des gaz du sang» (1870),
- «Étude sur les Globules blancs dans le sang des varioleux, des blessés, des femmes en couches» (1874):
- «Notes sur la vaccine et la variole» (1869, 1870 и 1874);
- «Étude médico-légale sur la combustion du corps humain» (1878);
- «Accusation de viol accompli pendant le sommeil hypnotique» (1879);
- «Rapport sur le salicylage des substances alimentaires» (1883);
- несколько работ о холерной эпидемии в Тулоне и Марселе (1885),
- «Le secret medical» (1887)